# Passivt ordförråd
Passivt ordförråd hos en person är de ord som personen förstår, även om personen inte regelbundet använder dem. Detta är normalt fler ord än vad som ingår i personens aktiva ordförråd, de ord som personen normalt använder.